# De Dordtse suikernijverheid in de 17e - 19e eeuw
Dordrecht was naast Amsterdam en Rotterdam een van de belangrijkste suikersteden van Nederland tijdens de 17e tot 19e eeuw. De suikernijverheid, in het bijzonder de verwerking van rietsuiker, heeft in Dordrecht sporen nagelaten in de vorm van nog steeds bestaande bedrijfsgebouwen die nu, vanzelfsprekend, een andere bestemming hebben gekregen. Het meest in het oog springend zijn beeldbepalende gebouwen zoals het West-Indisch Huis en het pakhuis Stokholm. Minder bekend is dat andere historische panden zoals bijvoorbeeld de huidige horecagelegenheid Merz en het kantoor van de firma Dolderman aan de Kalkhaven oorspronkelijk in gebruik waren als suikerraffinaderij. Ook zijn gebouwen waar suikerraffinage plaats vond in de loop der tijd afgebroken. Verder in dit artikel een overzicht van alle 17e, 18e en 19e-eeuwse Dordtse suikerbedrijven en de locatie waar zij waren gevestigd.

## De Dordtse suikerraffinadeurs, hun afkomst en hun familierelaties
De eerste generatie Dordtse suikerondernemers waren veelal afkomstig uit Duitse Rijnland. Zij hadden veelal een lutherse achtergrond. Een ander deel van deze oprichters kwam uit Dordrecht zelf, het waren doorgaans kooplieden die financieel in de suikerbedrijven deelnamen maar die zich niet bemoeiden met de dagelijkse gang van zaken. Door onderlinge huwelijken van kinderen en kleinkinderen van de oorspronkelijk uit Duitsland afkomstige oprichters (suiker trouwt suiker) speelde deze groep tot in de 19e eeuw belangrijke rol in de Dordtse suikerbedrijven.

## Een goed vestigingsklimaat voor suikerondernemers in Dordrecht
De Stad Dordrecht stelde groot belang in de vestiging van de suikernijverheid. Aankomende ondernemers werden met belangrijke voordelen overgehaald zich in Dordrecht te vestigen. Voorbeelden hiervan zijn: vrijstelling van wachtlopen en vrijstelling van het deelnemen aan veldtochten, vrijstelling van imposten en accijnzen en vrijstelling van de verplichting om gebruik te maken van de Gilden voor het laden, lossen en vervoeren van de grondstoffen. Om de suikernijverheid te stimuleren stelde de stad Dordrecht aanvankelijk het West-Indisch Huis om niet beschikbaar, pas na twaalf jaar hoefde men hiervoor te betalen, waarbij het onderhoud en reparatie voor rekening van de stad kwam.
De rietsuikerbedrijven waren afhankelijk van het invoeren van halffabricaat rietsuiker uit de overzeese wingebieden; afkomstig van plantages in Brazilië en later Suriname die veelal gerelateerd waren aan de suikerbedrijven in Nederland. De arbeiders op de plantages waren veelal slaven, hierdoor is de Dordtse toenmalige suikerindustrie onlosmakelijk verbonden met het Nederlandse koloniale verleden.

## Suikerraffinage als bron van rijkdom
Sommige ondernemers konden een grote rijkdom vergaren, nog steeds terug te vinden in de vorm van pronkvolle huizen in de Dordtse binnenstad.
Een belangrijke suikerondernemer was Leendert Dupper Willemszn. (1799-1870), hij was koopman te Dordrecht en maakte fortuin als suikerraffinadeur. Hij was een belangrijk kunstverzamelaar. Dupper dreef tot zijn dood in 1870 de suikerraffinaderij ‘Amsterdam’ aan de Binnen Kalkhaven 17-19. Bij zijn overlijden in 1870 legateerde hij zijn collectie aan diverse musea waaronder het Rijksmuseum waar delen van zijn collectie getoond worden in de Dupperzaal. Tevens ontving het Dordrechts Museum een aantal moderne schilderijen en een belangrijk legaat om de collectie uit te breiden. Hierdoor kon het museum een begin maken met het opbouwen van een bijzondere collectie.

## Dordtse suikerbedrijven in de 17e, 18e en 19e eeuw
- De Ossekop, Achter het West Indisch Huis, 1686 - ca. 1840
- Beaumont, Wijnstraat, 1699 - tot na 1832
- Het Suikerbrood, Nieuwe Haven, 1706 - 1818
- De Suikermolen aan de Kuipershaven, 1706 - voor 1827
- De Raapkoek en De Wildeman in de Boomstraat/Voorstraat, 1712 - voor 1839
- Stokholm, Wolwevershaven, 1730 - 1766
- Het Suikerbrood aan het Bagijnhof/Achterom tussen 1721 en 1730 - 1828
- De Suijkerkist (Beertje), Wijnstraat, 1731 - 1740
- Sint Jacob in Galiciën, Wijnstraat, 1733 - 1832
- Zeelust, Hoge Nieuwstraat, 1733 - 1832
- Het Suikervat, Korte Kalkhaven, 1735 -1829
- Grotekerksbuurt 6 - 8,(nabij de Lombardsbrug), 1736 - 1747
- Vreuchdenburg, Wijnstraat, 1736 - 1782
- Amsterdam, Kalkhaven, 1743 - 1870
- De Spijkermand, Kuipershaven, 1749 - ca. 1810
- Den Toelast (huidige locatie pakhuis Bordeaux), Wijnstraat, 1764 - 1807

## Het einde van de rietsuikerraffinage in Dordrecht
Met het door Napoleon ingevoerde Continentaal Stelsel, de blokkade van alle handel met Engeland en de verplichte introductie van bietsuiker was in feite het aflopend belang van rietsuiker bepaald. Toch heeft de Dordtse suikernijverheid hierna nog een tijdje bestaan, het aantal bedrijven nam echter geleidelijk af. Het laatste was de Raffinaderij Amsterdam aan de Kalkhaven die in 1870 werd gesloten.
Inmiddels was in 1860 op initiatief van enkele Dordtse en Sliedrechtse ondernemers de N.V. Dordrechtschen Maatschappij van beetwortelsuiker opgericht. Dit bedrijf heeft tot het begin van de 20e eeuw bestaan.